# Aktivacija oocite
Aktivacija oocite (jajne stanice) je skup procesa koji se odvijaju u jajnoj stanici tijekom oplodnje.
Ulazak spermija uzrokuje ispuštanje kalcija u jajnu stanicu. Kod sisavaca, pretpostavlja se da je to uzrokovano fosfolipazom C izoforme zeta (PLCζ) iz citoplazme spermija, iako to još nije potpuno utvrđeno. Aktivacija oocite uključuje sljedeće faze:
- Kortikalna reakcija blokiranja drugih spermija
- Aktivacija metabolizma jajne stanice
- Reaktivacija mejoze
- Sinteza DNA

## Aktivacija spermija i jajeta
Spermij može započeti aktivaciju oocite interakcijom proteina spermija i receptora na površini jajne stanice. Moguće je da je receptor aktiviran uz pomoć vezanja spermija koji aktivira tirozin kinazu koja onda aktivira fosfolipazu C (PLC). Singalni sustav inozitola je predočen kao put uključen u aktivaciju jajne stanice. IP3 i diglicerid su proizvedeni iz rascjepa PIP2 uz pomoć fosfolipaze C. Unatoč tomu, postoji druga hipoteza koja kaže da topljivi "faktor spermija" difuzira iz spermija u citosol jajne stanice tijekom spajanja spermija i jajne stanice. Rezultat ovog djelovanja može aktivirati put signalne transdukcije koji koristi druge prijenosnike. Nov PLCζ može biti ekvivalent "faktora spermija" kod sisavaca.

## Brzo i sporo blokiranje polispermije
Polispermija je stanje kada se više spermija spaja s jednom jajnom stanicom što rezultira udvostručavanjem količine genetičkog materijala. Kod morskog ježa, blokiranje polispermije se sastoji od dva ključna mehanizma: brzo blokiranje i sporo blokiranje. Brzo blokiranje je električno blokiranje polispermije. Potencijal jajne stanice u mirovanju je -70mV. Nakon dodira sa spermijem, priljev natrijevih iona povećava potencijal do +20mV. Sporo blokiranje se odvija biokemijskim mehanizmom koji je započet naglim rastom razine kalcija. Rast kalcija je potreban i dovoljan da započne sporo blokiranje. U kortikalnoj reakciji, kortikalna zrnca su ispuštena direktno ispod stanične membrane u prostor između stanične membrane i vitelinske membrane (prostor perivitelina). Zrnca sadrže proteaze, mukopolisaharide, hijalin i peroksidaze. Proteaze probijaju mostove koji povezuju staničnu i vitelinsku membranu i probijaju vezu da ispuste spermu. Mukopolisaharidi privlače vodu da bi povećali vitelinsku membranu. Hijalin formira sloj susjedan staničnoj membrani i peroksidazama kemijski povezanim s proteinima u vitelinskoj membrani da bi ga ojačali i učinili nepropusnim spermi. Uz pomoć ovih molekula vitelinska membrana se pretvara u zaštitnu membranu tijekom oplodnje. Kod sisavaca, zona reakcija je ekvivalent kortikalnoj reakciji kod morskih ježeva. Posljednji šećeri iz receptora spermija su rascjepkani da bi ispustili spermu i spriječili novo vezanje.

## Reaktivacija mejoze
Mejotički ciklus jajne stanice je zaustavljen u metafazi II. Reaktivaciju ciklusa uzrokuje ispuštanje kalcija što rezultira stvaranju i istiskivanju drugog polarnog tijela.

## Sinteza DNA-a
4 sata nakon spajanja spermija i jajne stanice, sinteza DNA-a započinje. Muške i ženske projezgre (jezgre spolnih stanica) se pomiču u centar jajne stanice i membrane se raspadaju. Muški protamini su zamijenjeni histonima i DNA muškarca demetiliran je. Kromosomi se tada orijentiraju na diobeno vreteno za mitozu.
Spermij pridonosi projezgru i centriol jajnoj stanici. Većina ostalih dijelova i organela se brzo degradira. Uz to, mitohondrijima se pridodaju male molekule polipeptida i oni bivaju uništeni. Oksidativna stres teorija je hipoteza koja kaže da je evolucijski prirodno da mitohondriji oca budu uništeni jer tako se sprječava rizik mutiranja ili oštećenja mitohondrijskog DNA-a. To je zato što mitohondrijski DNA (mtDNA) nije zaštićen histonima i ima slab mehanizam regeneracije. Zbog povećane metaboličke aktivnosti spermija, za razliku od jajne stanice, povećana je produkcija reaktivnih kisikovih spojeva koji povećavaju šansu mutacije. Spermij je izložen reaktivnim kisikovim spojevima iz leukocita u epididimisi za vrijeme prelaska u jajnu stanicu. Uz to, kvalitetna kontrola spermatozoide je puno gora od one za jajnu stanicu jer, dok je za vrijeme ciklusa oslobođeno puno spermija, samo se jedna prevladavajuća folikula ispušta u jajovod.

## Umjetna aktivacija oocite
Aktivacija jajne stanice može se umjetno provoditi uz pomoć kalcijevih ionofora za koje se misli da su djelotvorni u slučaju neuspjele oplodnje. Druga metoda bi bila uzimanje Roscovitinea koji reducira aktivnost faktora u M-fazi (mitotičkoj fazi stanice) zaslužnog za njezino povećavanje.